# Aleucanitis scolopax
Aleucanitis scolopax är en fjärilsart som beskrevs av Alphéraky 1892. Aleucanitis scolopax ingår i släktet Aleucanitis och familjen nattflyn. Inga underarter finns listade i Catalogue of Life.